# Nagatinskij Zaton
Il quartiere Nagatinskij Zaton (in russo Район Нагатинский Затон?) è un quartiere di Mosca sito nel Distretto Meridionale.
Parte del quartiere sorge sulla più ampia pianura fluviale della città ad un'altezza media sul livello del fiume Moscova di circa un metro e fino agli anni 1930, con la realizzazione delle prime opere idrauliche, era soggetta a frequenti alluvioni. La bonifica si completa alla fine degli anni 1960, con l'apertura di un canale di raccordo lungo 3,5 chilometri e largo 170 metri, adatto pertanto alla navigazione fluviale, che crea un'isola di circa 150 ettari.
Nell'attuale area del quartiere vi erano gli abitati di Nagatino, D'jakovskoe, Kolomenskoe, Novinki e Sadovniki. L'area viene inclusa all'interno dei confini di Mosca nel 1960, nel quartiere Proletarskij, l'urbanizzazione moderna inizia al finire del decennio.
L'attuale quartiere viene definito con la riforma amministrativa del 1991.